# Septoria ampelina
Septoria ampelina è una specie di fungo ascomicete parassita delle piante, causando la septoriosi della vite comune.